# 科塔班巴斯區
13°45′04″S 72°21′11″W / 13.75111°S 72.35306°W
科塔班巴斯區（西班牙語：Distrito de Cotabambas），是秘魯的一個區，位於該國南部阿普里馬克大區的科塔班巴斯省，面積332平方公里，海拔高度3,425米，2005年人口4,248，人口密度每平方公里13人。